# Terytorium patriarsze Jerozolimy
Terytorium patriarsze Jerozolimy (łac. Hierosolymitanus) – administratura Kościoła melchickiego w Autonomii Palestyńskiej, podległa bezpośrednio melchickiemu patriarsze Antiochii. Początkowo działała jako wikariat patriarszy Jerozolimy, w 1992 otrzymała status egzarchatu, zaś w 1998 terytorium patriarszego.